# Scytodes cellularis
Scytodes cellularis är en spindelart som beskrevs av Simon 1907. Scytodes cellularis ingår i släktet Scytodes och familjen spottspindlar.
Artens utbredningsområde är Kongo. Inga underarter finns listade i Catalogue of Life.